# Prohelophilus hochstetteri
Prohelophilus hochstetteri là một loài ruồi trong họ Ruồi giả ong (Syrphidae). Loài này được Nowicki mô tả khoa học đầu tiên năm 1875. Prohelophilus hochstetteri phân bố ở miền Australasia